# Kyarha van Tiel
Kyarha van Tiel (Rotterdam, 17 mei 2000) is een Nederlands voormalig kunstschaatsster.

## Biografie
Van Tiel begon in 2006 met kunstschaatsen. Ze werd in haar jeugd gecoacht door Astrid Winkelman en trainde later met onder andere Kevin Van der Perren en Jenna McCorkell. Het meisje werd in 2016 nationaal kampioene bij de junioren en mocht meedoen aan het WK junioren. Hier werd ze 18e. Twee jaar later werd ze nog een keer afgevaardigd, dit keer eindigde ze op de 24e plek.
In 2018 en 2019 eindigde ze op het NK achter haar concurrente Niki Wories, maar mocht ze wel naar het EK en WK. Geen van de keren wist ze zich te kwalificeren voor de finale. Op de EK's werd ze respectievelijk 26e en 28e, op het WK in 2019 werd ze laatste.
Van Tiel maakte in oktober 2020 bekend, vanwege een slepende rugblessure, haar sportieve carrière te hebben beëindigd.

## Persoonlijke records
| records             | punten | datum      | toernooi                 |
| ------------------- | ------ | ---------- | ------------------------ |
| Hoogste totaalscore | 147.44 | 06-12-2019 | CS Golden Spin of Zagreb |
| Hoogste korte kür   | 051.05 | 05-12-2019 | CS Golden Spin of Zagreb |
| Hoogste vrije kür   | 096.39 | 06-12-2019 | CS Golden Spin of Zagreb |

## Belangrijke resultaten
| Kampioenschap           | 15/16 | 16/17 | 17/18  | 18/19  | 19/20 |
| ----------------------- | ----- | ----- | ------ | ------ | ----- |
| Wereldkampioenschap     |       |       |        | 40e    |       |
| Europees kampioenschap  |       |       | 26e    | 28e    |       |
| Nationaal kampioenschap |       |       | Zilver | Zilver | Brons |
| WK junioren             | 18e   |       | 24e    |        |       |
| NK junioren             | Goud  |       |        |        |       |